# Monogalumnella neotricha
Monogalumnella neotricha är en kvalsterart som beskrevs av Sandór Mahunka 1986. Monogalumnella neotricha ingår i släktet Monogalumnella och familjen Galumnellidae. Inga underarter finns listade i Catalogue of Life.